# Paris–Roubaix 2013

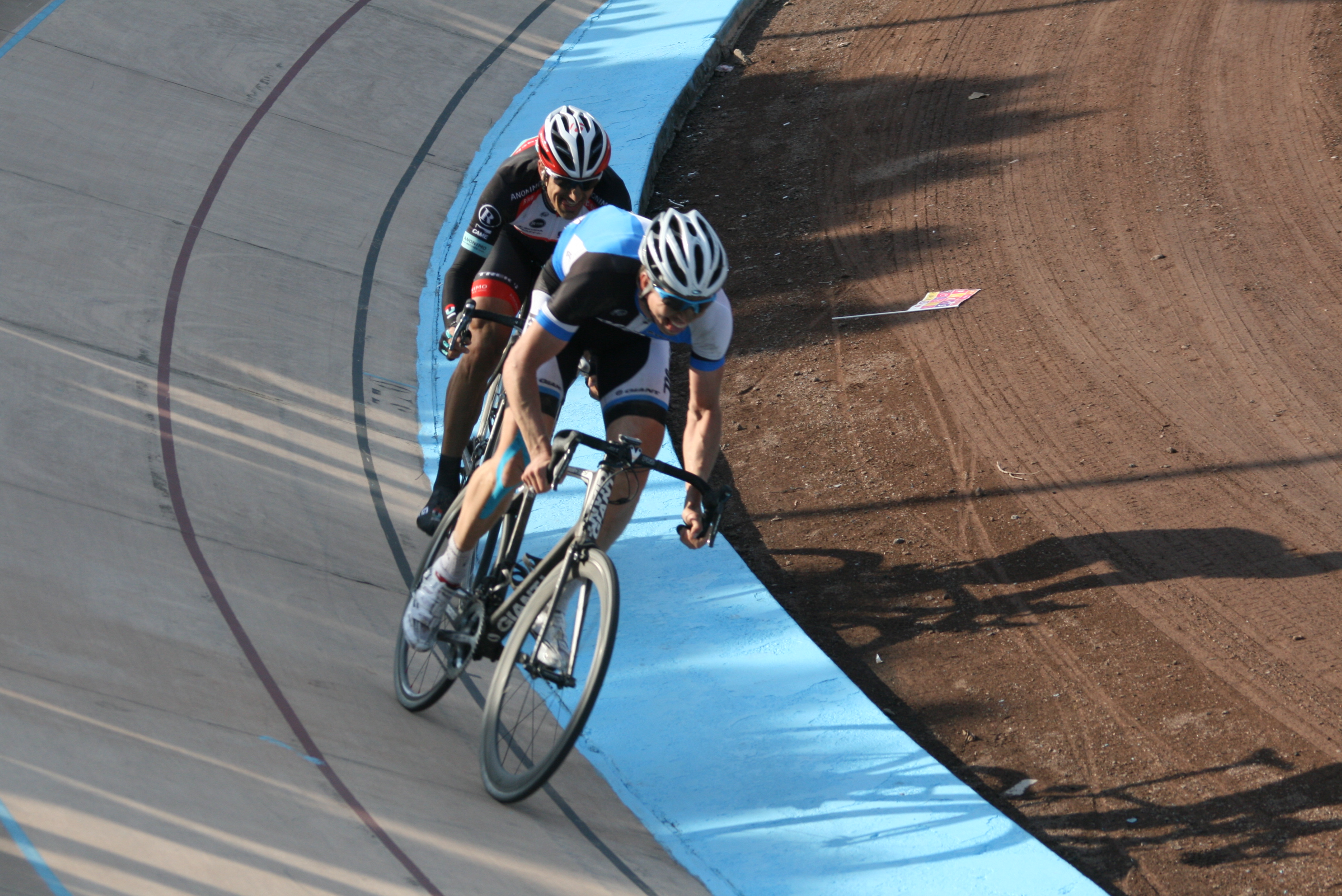
Fabian Cancellara und Sep Vanmarcke (vorne) auf den letzten Metern im Vélodrome

Das Eintagesrennen Paris–Roubaix 2013 war die 111. Austragung des Radsportklassikers und fand am Sonntag, den 7. April 2013, statt. Das Rennen war Teil der UCI WorldTour 2013.
Das Rennen führte von Compiègne, rund 80 Kilometer nördlich von Paris, nach Roubaix, wo es im  Vélodrome André-Pétrieux endete. Die gesamte Strecke war 254,5 Kilometer lang und führte über 27 Pavé-Sektoren mit einer Länge von 52,6 Kilometern. Es starteten 198 Fahrer, von denen sich 118 platzieren konnten. Der Sieger Fabian Cancellara absolvierte das Rennen mit einer Durchschnittsgeschwindigkeit von 44,190 km/h.
Das Wetter war kalt und wolkig, die Pavé-Sektoren trocken und staubig. Bis 50 Kilometer vor dem Ziel blieb das Peloton zusammen. Cancellara setzte sich an die Spitze und zog das Tempo an, so dass wenige Kilometer später 15 Fahrer vorneweg fuhren. Während sich rund 35 Kilometer vor dem Ziel weitere Fahrer nach vorne absetzten, fuhr Cancellara zurück zum Begleitwagen seines Teams, was als Täuschungsmanöver für die anderen Fahrer gedeutet wurde. Weitere vier Kilometer später zog er jedoch das Tempo an, Sep Vanmarcke und Stijn Vandenbergh fuhren noch rund eine halbe Minute vor ihm. 19 Kilometer vor dem Ziel schloss Cancellara gemeinsam mit Zdeněk Štybar zu dem führenden Duo auf. An der Carrefour de l’Arbre kollidierten Štybar und Vandenbergh mit am Rande stehenden Zuschauern, so dass Cancellara und Vanmarcke nun alleine vorneweg fuhren. Vier Kilometer vor dem Ziel fuhr Cancellara eine Attacke, um Vanmarcke abzuschütteln, was aber nicht gelang. Schließlich bogen die beiden Fahrer gemeinsam in die Radrennbahn ein, wo Vanmarcke den Sprint anzog, aber von Fabian Cancellara eingeholt wurde, der mit einer Radlänge Vorsprung gewann. Für Cancellara war es dritte Sieg bei Paris–Roubaix nach 2006 und 2010.